# Drassyllus gammus
Drassyllus gammus Platnick & Shadab, 1982 è un ragno appartenente alla famiglia Gnaphosidae.

## Etimologia
Il nome proprio deriva da un'arbitraria combinazione di lettere, come indicato dallo stesso descrittore nella pubblicazione.

## Caratteristiche
Fa parte del mumai-group di questo genere; si distingue per le ovaie delle femmine alquanto larghe e situate dietro i dotti anteriori dell'epigino.
L'olotipo femminile rinvenuto ha lunghezza totale è di 6,17mm; la lunghezza del cefalotorace è di 2,04mm; e la larghezza è di 1,58mm.

## Distribuzione
La specie è stata reperita nel Messico occidentale: 6 miglia a sud di Guamúchil, nello stato di Sinaloa.

## Tassonomia
Al 2015 non sono note sottospecie e dal 1982 non sono stati esaminati nuovi esemplari